# USS Independence (CVL-22)
La USS Independence (CVL-22) è stata una portaerei leggera appartenente alla classe Independence che ha servito la Marina degli Stati Uniti durante la seconda guerra mondiale.

## Storia
Fu costruita dalla New York Shipbuilding e commissionata nel gennaio 1943. Prese parte agli attacchi e incursione Rabaul e Tarawa, prima di essere bombardata e danneggiata da un aereo giapponese, venendo poi riparata a San Francisco da gennaio a luglio 1944.
Dopo le riparazioni, venne utilizzata per attaccare vari obiettivi a Luzon e Okinawa. Faceva parte del battaglione che affondò i resti della flotta  giapponese nella battaglia del Golfo di Leyte e diverse altre navi giapponesi nello Stretto di Surigao. Ha terminato la sua funzione bellica al largo delle coste del Giappone sostenendo le forze di occupazione, venendo poi assegnata per riportare i soldati negli Stati Uniti come parte dell'Operazione Magic Carpet.
La portaerei fu in seguito utilizzata come bersaglio durante i test della bomba atomica dell'Operazione Crossroads. Dopo essere stata riportata a Pearl Harbor e San Francisco per motivi di studio, è stata successivamente affondata il 29 gennaio 1951 vicino alle Isole Farallon.